# Festival du tourisme responsable Itaca
Le Festival du tourisme responsable IT.A.Cà (Festival del Turismo Responsabile « IT.A.Cà») a été créé en Italie à Bologne en 2008, par un réseau de plus de 700 professionnels et experts du tourisme durable et du tourisme en Italie, et se tient depuis chaque année en diverses régions d’Italie avec pour objectif de promouvoir le concept d'un « autre voyage en Europe ». Il met en avant un « droit de respirer » et propose « des conférences parfois un peu savantes ».

## Édition 2021
Il a comme partenaire l'Association italienne du tourisme responsable. L'édition 2021 du festival a eu lieu dans plusieurs régions d'Italie, en particulier du 24 septembre au 3 octobre, a pris la forme d'une rencontre européenne, qui a eu lieu en Sardaigne, dans la petite ville de Lanusei,,.
Davide Burchi, maire de ce gros village sarde de 5300 habitants, se dit « fier de l'identité », de la gastronomie, « de l'hospitalité » et du  « mode de vie » « voir la communauté locale jouer un rôle central dans l'accueil touristique », tandis que des entreprises qui y participent veulent un tourisme qui contribue à « aider les jeunes sans moyens à s'installer à la terre ».
Annalisa Adamo, de la Municipalité de Tarente, a souligné que thème du "Droit à Respirer", mis en avant par les participants, était transversal car à la fois social, économique, environnemental, culturel et politique, repris par Fabio Cerino, PDG de la société Befreest et parrain du festival, pour qui il ouvre de nouveaux activités dans les systèmes intelligents de surveillance ou encore de contrôle en temps réel des concentrations de polluants et d'agents pathogènes.
Sara Lorrai  du syndicat local Fisascat Cisl Confédération italienne des syndicats de travailleurs a décrit les bas salaires, la précarité saisonnière et l'exploitation des employés travaillant dans le tourisme. « L'une des principales approches est la formation et le conseil sur le tourisme durable, la mobilité. Nous souhaitons amener le sujet dans les agences de voyages et la formation professionnelle. Pour que les gens au comptoir soient préparés », a expliqué Petra Thomas du Forum Anders Reisen.
Ignazio Corrao, député européen membre de la Commission Tran du Parlement européen|  , a confirmé son souhait de « soutenir expressément les projets de tourisme durable » et mis l'accent sur les projets d'infrastructure, notamment dans les transports publics, qui profitent toujours aux habitants selon lui, tandis que Jean-Luc Madinier, de Sardaigne en liberté, a rappelé que la participation des communes est indispensable.

## En Sardaigne
Le festival a choisi la démarche d'organiser des conférences thématiques, associant des professeurs de l'Université de Cagliari, au sujet des thèmes, sites et monuments de la Sardaigne. Des associations, des syndicats de salariés, sont intervenus pour parler des conditions de travail dans le secteur du tourisme en Sardaigne.
Le député écologiste européen de l'Italie Ignazio Corrao membre de la Commission du transport et du tourisme est intervenu pendant le festival, pour conclure la conférence sur le tourisme durable en Europe et en Méditerranée.
En plus de s'intéresser au patrimoine de la ville de Lanusei, nichée dans les montagnes de l'Ogliastra, l'une des régions les plus vierges de Sardaigne, connue pour la randonnée et l'escalade dans des falaises calcaires traversant des gorges profondes, et où la côte descend à pic dans la Méditerranée, le festival pour le tourisme durable avait pour volonté de discuter des nouvelles voies du tourisme durable à travers l'Europe
Le festival a créé un partenariat avec les jeunes de Va Senterio pour promouvoir le sentiers de randonnée pédestre en Ogliastra.
En 2022, le festival s'est appuyé sur les communes de Lanusei, Jerzu , Ussassai et Villagrande Strisaili.
La même année, avec la ville de Lanusei,Sardaigne en liberté et le festival ITACA il a été créé avec des partenaires européens dont l'association française ATES, un voyagiste portugais et le festival relais des voyageurs en Belgique, un projet de festival du tourisme responsable dans différents pays européens. La première rencontre a eu lieu en Algarve, au Portugal le 22 avril 2022.
La question sociale été évoquée de nouveau en perspective de la nouvelle directive européenne sur le Devoir de vigilance, qui va concerner au premier chef les opérateurs touristiques. Cette première initiative sur la responsabilité sociale d'entreprise (RSE) s'est effectuée avec des syndicalistes locaux de la Confédération italienne des syndicats de travailleurs (CISL), la première confédération italienne, afin de dénoncer les conditions d’exploitations de certains groupes touristiques. Sara Lorrai, du syndicat local Fisascat  du tourisme [Confédération italienne des syndicats de travailleurs|CISL] a raconté les bas salaires, l'insécurité saisonnière et l'exploitation, avec parfois des saisonniers payés trois euros de l'heure, ou qui travaillent douze à treize heures par jour. Selon elle, "un salaire horaire de cinq euros est facilement sous-coté". Les salariés saisonniers ont souvent plus de mal à revendiquer que les autres car leur statut les oblige souvent à se présenter l'année suivante auprès du même employeur .
Les conditions de travail dans le tourisme sont souvent catastrophiques, a souligné Prosper Wanner, de l'agence Oiseau de Passage, l'un des professionnels du tourisme à participer au festival, venu de France échanger avec ceux d'Allemagne, via Forum Anders Reisen; qui réunit une centaine d'acteurs du tourisme outre-Rhin, du Portugal (l'agence de voyage Proactivetur), d'Autriche (Conscious Tourism Group) et d'Italie (Sardinia Fair Travel – Ecotourism Sardinia) venus réfléchir au sujet de nouvelles voies vers un tourisme durable à travers l'Europe et à une meilleure répartition des flux de touristes, ne négligeant pas les lieux qui pensent dès le départ à contrôler ces flux. L'objectif pour les régions concernées est d'éviter de devenir trop dépendant du tourisme et de réussir à l'intégrer dans les conditions locales, en respectant des salaires plus justes pour les employés.
Les élus de la commune sarde de Lanusei ont aussi participé au festival et plus généralement leur rôle important dans le Tourisme durable a été rappelé par les professionnels présents, via ses nombreux aspects. « On ne peut pas se passer des collectivités » locales, sans lesquelles sentiers de randonnée et d'infrastructures locales feraient défaut, a rappelé Jean-Luc Madinier (Sardaigne en Liberté), organisateur de la rencontre, d'autres observant que le tourisme durable a pour vocation de s'adapter à des territoires diversifiés.
Ces professionnels veulent se mettre en réseau pour des objectifs communs et recourir à un portail Permettant de rendre les projets durables visibles dans toute l'Europe, sachant qu'ils peuvent maintenant opérer dans un cadre où 70 de critères précis permettent de certifier l'offre touristique.
Face à la crise actuelle du tourisme traditionnel, ce réseau veut continuer à travailler "par petites étapes", mais "dans toute l'Europe". Il a pour souci de relancer l'option ferroviaire, au delà de l'année européenne du rail qui devrait relancer les investissements dans ce secteur et sensibiliser les agences de voyages à la formation professionnelle, afin que les salariés accueillant des touristes sur les comptoirs soient mieux armés pour les conseiller. Le réseau a contacté la Commission européenne et prépare « une demande de projet auprès de l'UE. Erasmus plus », selon Petra Thomas, du Forum Anders Reisen, association qui a travaillé sur des "critères très précis" pour le tourisme durable.
Pour Ignazio Corrao, le représentant de la Commission européenne, le sujet a gagné en importance sociopolitique, car "les projets d'infrastructure, tels que l'expansion des transports publics, profitent toujours aux habitants de la région".

## Région des Pouilles
Le festival s'est aussi réuni pour un week-end du 8 au 10 octobre, dans le secteur de Tarante, chef-lieu de la province du même nom dans les Pouilles, dans la Terra delle Gravine, en y organisant des sentiers expérientiels, et des activités de yoga, trekking, excursions à pied et en barque, projections vidéo et balades à vélo lent, à Tarente, Statte, Massafra et Laterza.
Le constat a été effectué, avec le Musée Archéologique National de Tarente, que l'histoire et l'archéologie sont à la base d'un tourisme durable qui respecte la diversité et l'identité des peuples, tout comme celui de la nécessité de gérer la chaîne d'approvisionnement touristique en impliquant les décideurs publics, mais aussi les fournisseurs de services, les grands voyagistes comme les plus petits opérateurs qui exercent leurs activités localement.
Le festival a été récompensé par l'Organisation mondiale du tourisme des Nations unies par un prix pour l'excellence et l'innovation dans le tourisme.